# Palicourea kuhlmannii
Palicourea kuhlmannii är en måreväxtart som beskrevs av Paul Carpenter Standley. Palicourea kuhlmannii ingår i släktet Palicourea och familjen måreväxter. Inga underarter finns listade i Catalogue of Life.